# Pertusaria fosseyae
Pertusaria fosseyae är en lavart som beskrevs av A. W. Archer, Elix, Fischer, Killmann & Sérus. Pertusaria fosseyae ingår i släktet Pertusaria och familjen Pertusariaceae.   Inga underarter finns listade i Catalogue of Life.